# Szereg rozbieżny
Szereg rozbieżny – szereg nieskończony, który nie jest zbieżny, tj. nie istnieje granica ciągu jego sum częściowych.
Jeśli szereg jest zbieżny, to kolejne składniki w szeregu muszą zmierzać do zera. Stąd każdy szereg, w którym składniki nie zmierzają do zera, jest rozbieżny. Jednak zbieżność jest warunkiem silniejszym, tj. nie wszystkie szeregi, których składniki zmierzają do zera, są zbieżne. Najprostszym przykładem jest szereg harmoniczny
{\displaystyle 1+{\frac {1}{2}}+{\frac {1}{3}}+{\frac {1}{4}}+{\frac {1}{5}}+\ldots =\sum _{n=1}^{\infty }{\frac {1}{n}}.}
Rozbieżność szeregu harmonicznego udowodnił średniowieczny matematyk Mikołaj z Oresme.
W specjalistycznych kontekstach matematycznych z wybranymi szeregami, w których sumy częściowe nie mają granicy, udaje się z powodzeniem skojarzyć pewne wartości. Metoda sumowania to funkcja częściowa odwzorowująca zbiór ciągów sum częściowych szeregu na wartości. Na przykład sumowanie metodą Cesàro przypisuje do rozbieżnego szeregu Grandiego
{\displaystyle 1-1+1-1+\dots }
wartość {\displaystyle {\tfrac {1}{2}}.} Sumowalność w sensie Cesàro jest metodą uśredniającą, to znaczy, że opiera się na średniej arytmetycznej ciągu sum częściowych. Inne metody wykorzystują przedłużenie analityczne powiązanych szeregów. W fizyce szeroko stosowane są różne metody regularyzacji, na przykład regularyzacja funkcją dzeta.

## Własności metod sumowania
Metody sumowania zwykle koncentrują się na ciągu sum częściowych szeregu. Podczas gdy ciąg ten nie jest zbieżny, można często zauważyć, że średnia coraz większej liczby początkowych wyrazów tego ciągu jest zbieżna, wobec czego można ją uznać za wynik zamiast nieistniejącej granicy sum częściowych szeregu. Obliczając {\displaystyle a=a_{0}+a_{1}+a_{2}+\dots ,} rozpatruje się ciąg {\displaystyle s,} gdzie {\displaystyle s_{0}=a_{0}} i {\displaystyle s_{n+1}=s_{n}+a_{n+1}.} W przypadku szeregów zbieżnych, ciąg {\displaystyle s} jest zbieżny do {\displaystyle a.} Metodę sumowania można określić jako funkcję odwzorowującą zbiór ciągów sum częściowych na wartości. Jeśli {\displaystyle \mathbf {A} } jest dowolną metodą sumowania przypisującą wartość do zbioru ciągów, można ją mechanicznie przekształcić na metodę sumowania szeregów {\displaystyle \mathbf {A} ^{\Sigma },} która przypisuje te same wartości odpowiednim szeregom. Istnieje pewien zestaw własności, które są pożądane wśród metod sumowania, jeśli oczekuje się, że wartości, jakie one zwracają, odpowiadają granicy sumy szeregu.
1. Regularność – metoda sumowania jest regularna, jeśli ciąg {\displaystyle s} jest zbieżny do {\displaystyle x,} oraz {\displaystyle \mathbf {A} (s)=x.} Innymi słowy odpowiadająca metoda sumowania szeregu {\displaystyle \mathbf {A} ^{\Sigma }(a)=x.}
2. Liniowość – {\displaystyle \mathbf {A} } jest liniowe, jeśli zachowuje liniowe przekształcenia ciągów, czyli {\displaystyle \mathbf {A} (r+s)=\mathbf {A} (r)+\mathbf {A} (s)} oraz {\displaystyle \mathbf {A} (ks)=k\mathbf {A} (s),} dla skalarnego {\displaystyle k} (rzeczywistego lub zespolonego). Ponieważ składniki {\displaystyle a_{n}=s_{n+1}-s_{n}} z szeregu {\displaystyle a} są wyrażeniami liniowymi w ciągu {\displaystyle s} i odwrotnie, to jest to równoważne, że {\displaystyle \mathbf {A} ^{\Sigma }} jest funkcją liniową na składnikach szeregu.
3. Stabilność – jeśli {\displaystyle s} jest ciągiem rozpoczynającym się od {\displaystyle s_{0},} a {\displaystyle s'} jest ciągiem otrzymanym przez pominięcie pierwszego wyrazu i odjęciem go od pozostałych, tj. {\displaystyle s'_{n}=s_{n+1}-s_{0},} to {\displaystyle \mathbf {A} (s)} jest zdefiniowane wtedy i tylko wtedy, gdy {\displaystyle \mathbf {A} (s')} jest zdefiniowane, i {\displaystyle \mathbf {A} (s)=s_{0}+\mathbf {A} (s').} Inaczej, gdy {\displaystyle a'_{n}=a_{n+1}} dla wszystkich {\displaystyle n,} to {\displaystyle \mathbf {A} ^{\Sigma }(a)=a_{0}+\mathbf {A} ^{\Sigma }(a').}

Trzecia własność nie jest konieczna, a pewne znaczące metody, na przykład sumowanie metodą Borela, jej nie mają.
Ostatni warunek można alternatywnie zastąpić słabszą własnością.
- Skończona reindeksowalność – jeśli {\displaystyle s} i {\displaystyle s'} są takimi dwoma ciągami, że istnieje bijekcja {\displaystyle f\colon \mathbb {N} \to \mathbb {N} } taka, że {\displaystyle s_{i}=s'_{f(i)},} i istnieje takie {\displaystyle N\in \mathbb {N} ,} że {\displaystyle s_{i}=s'_{i}} dla wszystkich {\displaystyle i>N,} to {\displaystyle \mathbf {A} (s)=\mathbf {A} (s').} Innymi słowy, {\displaystyle s'} jest takim samym ciągiem jak {\displaystyle s,} z wyjątkiem co najwyżej skończonej liczby wyrazów w innej kolejności. Jest to warunek słabszy niż stabilność, ponieważ dowolna stabilna metoda sumowania ma własność skończonej reindeksowalności, natomiast odwrotnie już tak nie jest.

Pożądaną własnością dla dwóch różnych metod sumowania {\displaystyle \mathbf {A} } i {\displaystyle \mathbf {B} } jest niesprzeczność: {\displaystyle \mathbf {A} i\mathbf {B} } są niesprzeczne, jeśli dla dowolnego ciągu {\displaystyle s} przypisują tę samą liczbę {\displaystyle a,} tj. {\displaystyle \mathbf {A} (s)=\mathbf {B} (s).} Jeśli obie metody są niesprzeczne, a jedna sumuje więcej szeregów niż druga, to o tej, która sumuje więcej szeregów, mówi się, że jest silniejsza.
Istnieją także wydajne metody numeryczne sumowania, które nie są ani regularne, ani liniowe, takie jak przybliżenie Padé lub renormalizacja.

## Metody aksjomatyczne
Przyjmując regularność, liniowość i stabilność jako aksjomaty, jest możliwe sumowanie wielu rozbieżnych szeregów, stosując podstawowe przekształcenia algebraiczne. Na przykład szeregi geometryczne {\displaystyle (q\neq 1)}
{\displaystyle {\begin{aligned}G(q,c)&=\sum _{k=0}^{\infty }cq^{k}&&\\&=c+\sum _{k=0}^{\infty }cq^{k+1}&&{\mbox{(stabilność)}}\\&=c+q\sum _{k=0}^{\infty }cq^{k}&&{\mbox{(liniowość)}}\\&=c+q\,G(q,c),\end{aligned}}}
skąd
{\displaystyle G(q,c)={\frac {c}{1-q}}}
może być obliczone bez względu na zbieżność. Bardziej rygorystycznie, każda metoda sumowania mająca te własności i przypisująca skończoną wartość szeregom geometrycznym musi przypisać tę wartość. Jednak, kiedy {\displaystyle q} jest liczbą rzeczywistą większą niż 1, to ciąg sum częściowych rośnie nieograniczenie, a metody uśredniające przypisują w granicy wartość {\displaystyle \infty .}